# Слатина (Чачак)
Слатина је шумадијско насеље у долини Западног Поморавља у Србији у општини Чачак у Моравичком округу. Према попису из 2022. било је 449 становника.
Овде се налазе ОШ „Бранислав Петровић” Слатина и Сеоски чардак у Слатини.

## Демографија
У насељу Слатина живи 522 пунолетна становника, а просечна старост становништва износи 44,9 година (43,8 код мушкараца и 46,0 код жена). У насељу има 215 домаћинстава, а просечан број чланова по домаћинству је 2,93.
|  |

| Демографија | Демографија | Демографија |
| Година      | Становника  | Становника  |
| ----------- | ----------- | ----------- |
| 1948.       | 800         |             |
| 1953.       | 761         |             |
| 1961.       | 774         |             |
| 1971.       | 812         |             |
| 1981.       | 783         |             |
| 1991.       | 689         | 670         |
| 2002.       | 629         | 649         |
| 2011.       | 575         |             |

| Етнички састав према попису из 2002.‍ | Етнички састав према попису из 2002.‍ | Етнички састав према попису из 2002.‍ | Етнички састав према попису из 2002.‍ | Етнички састав према попису из 2002.‍ |
| ------------------------------------ | ------------------------------------ | ------------------------------------ | ------------------------------------ | ------------------------------------ |
|                                      |                                      |                                      |                                      |                                      |
| Срби                                 | Срби                                 |                                      | 625                                  | 99,36%                               |
| Југословени                          | Југословени                          |                                      | 3                                    | 0,47%                                |
| Хрвати                               | Хрвати                               |                                      | 1                                    | 0,15%                                |
| непознато                            | непознато                            |                                      | 0                                    | 0,0%                                 |

| Година пописа     | 1948. | 1953. | 1961. | 1971. | 1981. | 1991. | 2002. |
| ----------------- | ----- | ----- | ----- | ----- | ----- | ----- | ----- |
| Број домаћинстава | 181   | 188   | 222   | 229   | 238   | 224   | 215   |

| Број чланова      | 1  | 2  | 3  | 4  | 5  | 6  | 7 | 8 | 9 | 10 и више | Просек |
| ----------------- | -- | -- | -- | -- | -- | -- | - | - | - | --------- | ------ |
| Број домаћинстава | 48 | 65 | 28 | 34 | 18 | 17 | 1 | 4 | 0 | 0         | 2,93   |

| Пол    | Укупно | Неожењен/Неудата | Ожењен/Удата | Удовац/Удовица | Разведен/Разведена | Непознато |
| ------ | ------ | ---------------- | ------------ | -------------- | ------------------ | --------- |
| Мушки  | 270    | 68               | 179          | 16             | 7                  | 0         |
| Женски | 271    | 38               | 172          | 54             | 7                  | 0         |
| УКУПНО | 541    | 106              | 351          | 70             | 14                 | 0         |

| Пол    | Укупно                    | Пољопривреда, лов и шумарство | Рибарство                            | Вађење руде и камена | Прерађивачка индустрија       |
| ------ | ------------------------- | ----------------------------- | ------------------------------------ | -------------------- | ----------------------------- |
| Мушки  | 144                       | 54                            | 0                                    | 0                    | 41                            |
| Женски | 61                        | 25                            | 0                                    | 0                    | 12                            |
| УКУПНО | 205                       | 79                            | 0                                    | 0                    | 53                            |
| Пол    | Производња и снабдевање   | Грађевинарство                | Трговина                             | Хотели и ресторани   | Саобраћај, складиштење и везе |
| Мушки  | 2                         | 12                            | 8                                    | 3                    | 6                             |
| Женски | 0                         | 1                             | 5                                    | 2                    | 1                             |
| УКУПНО | 2                         | 13                            | 13                                   | 5                    | 7                             |
| Пол    | Финансијско посредовање   | Некретнине                    | Државна управа и одбрана             | Образовање           | Здравствени и социјални рад   |
| Мушки  | 0                         | 2                             | 7                                    | 1                    | 4                             |
| Женски | 0                         | 0                             | 0                                    | 5                    | 6                             |
| УКУПНО | 0                         | 2                             | 7                                    | 6                    | 10                            |
| Пол    | Остале услужне активности | Приватна домаћинства          | Екстериторијалне организације и тела | Непознато            | Непознато                     |
| Мушки  | 2                         | 0                             | 0                                    | 2                    | 2                             |
| Женски | 4                         | 0                             | 0                                    | 0                    | 0                             |
| УКУПНО | 6                         | 0                             | 0                                    | 2                    | 2                             |

## Познати мештани
- Момчило Радосављевић (1910-1942) - први командант Чачанског партизанског одреда